# Salétromháború

A Chile által megszerzett terület feketével keretezve

A csendes-óceáni háború (spanyolul: guerra del Pacífico), ismertebb nevén a salétromháború 1879 és 1884 között zajló konfliktus volt Chile és Bolívia–Peru szövetsége között. Chile abban volt érdekelt, hogy megszerezze az ellenőrzést az Atacama-sivatagban található gazdag nátrium-nitrát („chilei salétrom”) lelőhelyek felett, amelyek akkoriban Bolívia és Peru területén helyezkedtek el.
A nézeteltérések akkor kezdődtek, amikor 1878-ban Bolívia adót vetett ki a chilei tulajdonú Compañía de Salitres y Ferrocarril társaságra, tíz centavót követelve minden exportált mázsa nitrát után (ezért tízcentes háborúnak is nevezik), ezzel megszegve egy korábbi egyezményt. Chile válaszul 1879 elején megtámadta Bolíviát, majd a Bolívia segítségére siető Perut, és végül győzedelmesen került ki a háborúból, megszerezve az értékes nitrátlelőhelyek feletti ellenőrzést, amely gazdasága fellendülését vonta maga után. Bolívia és Peru területi és gazdasági veszteségeket szenvedett, Bolívia elvesztette a tengerhez való hozzáférését, Peruban pedig politikai instabilitás időszaka kezdődött.
Annak ellenére, hogy külföldön alig volt visszhangja, a salétromháborúhoz fűződnek a kontinensen valaha is vívott legnagyobb csaták, és amelyekben a legmodernebb technológiát használták (hátultöltős puskák, ágyúk, géppuskák, páncélozott hadihajók).

## Előzmények
A 19. század közepén igencsak felértékelődött a nátrium-nitrát, amelyből lőport, robbanóanyagot és műtrágyát lehetett gyártani. Az ásványkincs egyik fontos előfordulási helye a kietlen Atacama-sivatag északi része volt, amely akkoriban Peru és Bolívia területén helyezkedett el, bár a határok még nem voltak véglegesítve, és a lelőhelyekre Chile is igényt tartott. A Bolívia és Chile közötti szerződés a 24. szélességi kört ismerte el határuknak, továbbá Chilének jogot adott arra, hogy részesedjen a a 23. és 24. szélességi kör közötti bolíviai terület ásványkincseinek exportadójából. Bolívia azonban hamarosan elégedetlen lett azzal, hogy osztoznia kell az adókon, és attól is tartott, hogy Chile elfoglalja a tengerparti régiót, ahol a bányaipar már chilei érdekeltségek kezében volt. Peru érintettsége onnan eredt, hogy Chilével rivalizált a partvidék hegemóniájáért. 1873-ban Bolívia és Peru titkos megállapodást kötött Limában, amelynek célja egymás kölcsönös támogatása volt Chile expanziós politikájával szemben.
1874-ben a Chile és Bolívia közötti kapcsolatok javultak, mivel az előbbi lemondott az exportadók egy részéről, az utóbbi pedig beleegyezett, hogy 25 évig nem adóztatja meg a területén működő chilei vállalkozásokat (Sucre-i egyezmény). Azonban 1878-ban a bolíviai kormány mégis adót vetett ki a chilei Antofagastai Salétrom és Vasúti Társaság (Compañía de Salitres y Ferrocarril de Antofagasta) exportjára, hogy a befolyt pénzből helyreállíthassa a szökőár által megrongált Antofagasta kikötőjét, majd mikor a chilei kormány tiltakozott, Bolívia a Társaság vagyonának elkobzásával fenyegetőzött. A chileiek idegesek lettek, és 1879. február 14-én az Emilio Sotomayor Baeza parancsnoksága alatt álló flotta ellenállás nélkül elfoglalta Antofagasta kikötővárost, amely akkoriban Bolívia területén volt. Antofagasta a chilei hadsereg legfontosabb hadműveleti központjává vált a konfliktus kezdeti szakaszában. Bolívia államosította a Társaságot és hadat üzent Chilének, és a megállapodás értelmében Peru is belépett a háborúba. 1879. április 5-én Chile mind Bolíviának, mind Perunak hadat üzent.

## A háború

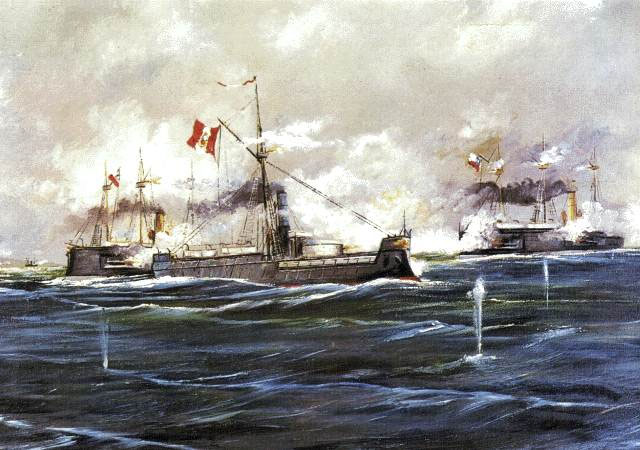
Az angamosi tengeri csata

A háború kitörésekor a chilei hadsereg 2845 tisztet és sorkatonát számlált, akik modern fegyverekkel rendelkeztek. A bolíviai hadsereg 2361, a perui 5241 tagot számlált, ám felszerelésük jórészt elavult volt. A Juan Williams Rebolledo admirális parancsnoksága alatt álló haditengerészet két új páncélozott hadihajóval (Blanco Encalada és Cochrane), négy páncélozatlan gőzkorvettel és két ágyúnaszáddal rendelkezett. A perui tengeri haderő megközelítőleg egyenrangú volt, Bolívia viszont már a háború elején elvesztette flottáját és kikötőit.
Az Antofagastában állomásozó, 1400 főre erősített chilei expedíciós haderő elfoglalta a bolíviai partvidéket és az ország fennmaradó három kikötőjét (Cobija, Tocopilla, Mejillones) majd gyenge ellenállással szemben egészen Calamáig hatoltak be a szárazföld belsejébe. A következő öt hónapban nem került sor további nagyobb szárazföldi akciókra, a főbb csatákat a tengeren vívták meg, ahogy Chile támadásba lendült az erősebb Peru ellen. A tengeri hadviselés Pisagua és Mollendo egyidejű bombázásával kezdődött, amelyet Callao és Iquique blokádja követett. Peru többször is áttörte a chilei blokádot és pusztítást végzett a chilei flottában, azonban a chileiek döntő győzelmeket arattak az iquiquei (1879. május 21.) és az angamosi csatában (1879. október 8.), ellenőrzésük alá vonva Peru partvidékét. 1879 novemberére a chilei tengeri fölény teljessé vált.
A szárazföldi hadműveletek október végén kezdődtek újra egy tízezer fős chilei sereg partraszállásával Pisaguánál, amelyet a kis létszámú bolíviai helyőrség legyőzése után november 2-án elfoglaltak. A chileiek ezután dél felé nyomultak előre. November 19-én egy 6000 fős chilei haderő Doloresnél legyőzte a bolíviai–perui szövetség 9000 fős haderejét. A peruiak feladták Iquiquet és Tarapacáig vonultak vissza, ahol egy 5000 fős hadsereggel egyesültek. Bár november 27-én a szövetségesek szétvertek egy chilei felderítő csapatot, nem tudták kihasználni az előnyüket, elhagyták Tarapacát és visszavonultak Tacnába. Az immár 17 000 főre erősített chilei hadsereg tovább nyomult Tacna és Arica felé. Egy 5000 fős csapat december 31-én támadást hajtott végre a Tacnától északra fekvő Ilónál, majd Moquegua kifosztása után visszavonult.
A hadseregek nem voltak felkészülve a sivatagi környezetben való hadviselésre. Mivel az infrastruktúra szegényes volt, legtöbbször a gyalogos menetelés volt az egyetlen közlekedési eszköz, és a logisztikai hiányosságok megakadályozták, hogy a kikötőkben lévő utánpótlás eljusson a sivatag belsejében levő, rosszul meghatározott frontra. A hosszú sivatagi menetelések élet-halál harccá váltak a szárazság, a nappali elviselhetetlen hőség és az éjszakai fagyos hideg következtében, a legritkább és legértékesebb árucikk pedig a víz volt. Manuel Baquedano González chilei tábornok szerint csapatai „inkább a sivatag ellen harcoltak, mint az ellenség ellen”.

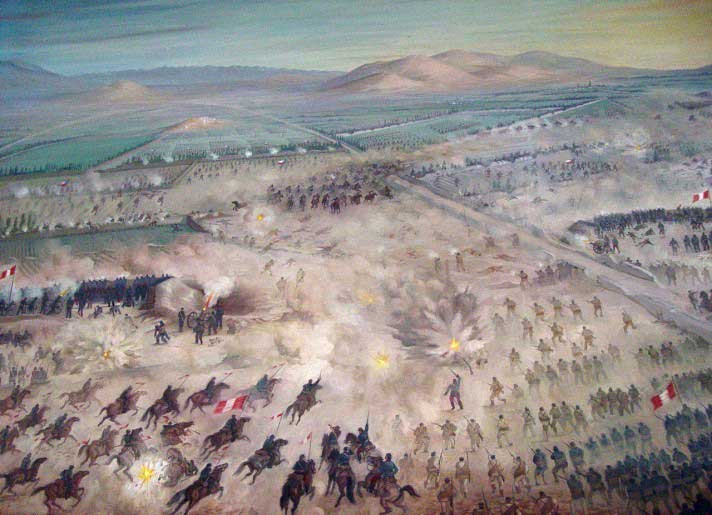
A mirafloresi csata

1880 februárjában és márciusában chilei csapatok szálltak partra Ilónál, Pacochánál és Vétarnál, majd március 22-én Baquedano tábornok vezetésével áttörték Moquegua védelmét, és Toratánál megsemmisítő győzelmet arattak egy perui csapat felett. A chilei erők ezután kettéváltak, hogy kétirányú támadást indítsanak Tacna ellen. A nehéz terepviszonyok és a perui gerillák folyamatos zaklatása miatt lassan nyomultak előre és csak május 26-án érkeztek Alto de la Alianzhoz (Tacnától északra), ahol egy tízezer fős bolíviai–perui haderő várta őket. Baquedano látványos győzelmet aratott, a szövetségiek visszavonultak, a chileiek pedig június 7-én elfoglalták Aricát, amely kulcsfontosságú volt Peru déli részének ellenőrzéséhez. A bolíviaiak ezen katasztrófa után nem vettek többé jelentős részt a háborúban.
Ezután szünet következett be a szárazföldi hadműveletekben, miközben a chileiek a Lima elleni előrenyomulásra készültek. Az Amerikai Egyesült Államok által közvetített béketárgyalási kísérletek 1880 októberében kudarcot vallottak, a chileiek pedig novemberre 25 000 embert összpontosítottak Aricában, majd észak felé nyomultak. A következő hetekben a chileiek egy sor kétéltű partraszállással közelítették meg Limát. 1881. január 13-án Baquedano tábornok vezetésével döntő, bár költséges győzelmet arattak a Limától délre fekvő Chorrillosnál. A külföldi diplomáciai testületek fegyverszünetet szorgalmaztak, azonban a peruiak ezt megszegték. Az ezt követő mirafloresi csata a peruiak teljes vereségét és hadseregük összeomlását eredményezte, Peru elnöke és főparancsnoksága a kontinens belsejébe menekült. Lima január 16-án megadta magát, Callao pedig január 17-én elesett. Peru azonban nem kapitulált, a hegyekbe visszavonult csapatok gerillaháborút folytattak, és csak 1883 júliusára számolták fel őket.
A Peru és Chile közötti békemegállapodást (ancóni szerződés) 1883. október 20-án írták alá, ennek értelmében Peru átengedte Tarapacá tartományát Chilének. A többi megszállt területről (Tacna és Arica) évtizedekig nem tudtak megegyezni; végül az 1929-es limai egyezmény értelmében Tacna visszatért Peruhoz, Arica viszont Chilében maradt.
A Bolívia és Chile közötti 1884-es fegyverszüneti megállapodás (valparaisoi egyezmény) értelmében Chile ellenőrzése alá került a teljes bolíviai partvidék, a nitrát-, réz- és egyéb bányákkal és a hozzájuk tartozó feldolgozóiparral együtt; a megállapodást egy 1904-es szerződés állandósította. Cserébe Chile beleegyezett, hogy vasútvonalat épít La Paz és az óceánpart között, és garantálja a chilei kikötőkön és területeken keresztül történő szabad árumozgást.
Bár a háború az ancóni szerződéssel, 1883-ban befejeződött, a konfliktus végét 1884-re teszik, amikor megtörtént a Bolívia és Chile közötti megállapodás, és kivonták a Limát megszálló utolsó csapatokat.

## Következmények
A háború mind Perut, mind Bolíviát megrázta. Peruban a háborút hét hónapig tartó polgárháború követte, az ország pedig évtizedekre megbénult gazdaságilag. Bolívia elveszítette partvidékét; az elkövetkező évtizedekben több kísérletet tett arra, hogy kitörjön tengerektől elzárt pozíciójából. Ezt a Paraná–Paraguay folyórendszeren keresztül próbálta megvalósítani, ami végül a chacói háborúhoz, a 20. század legvéresebb dél-amerikai konfliktusához vezetett. Bolívia és Chile kapcsolata máig feszült maradt, a tengerpart visszaszerzéséről Bolívia azóta sem tett le, haditengerészetet tart fenn a Titicaca-tavon, és többször próbálta elérni a békeszerződés felülvizsgálatát (legutóbb 2018-ban a hágai Nemzetközi Bíróságnál).
Chile gazdasága fellendült, mivel fontos ásványkincseket szerzett, és egészen az 1920-as évekig (a szintetikus nitrátok elterjedéséig) birtokolta a nátrium-nitrát világméretű monopóliumát. Ezen felül Latin-Amerika katonai és tengeri nagyhatalmává vált, harcedzett hadsereggel és modern, hatékony flottával, amely három páncélozott hajóból, három cirkálóból, egy ágyúnaszádból és tíz torpedónaszádból állt. Haditengerészetének köszönhetően Chile 1888-ban magához csatolta a Húsvét-szigetet.